# Hakoah Sydney City East FC
Maccabi Hakoah Sydney City East Football Club – australijski klub piłkarski z siedzibą w Sydney. Założony w 1939 roku (wówczas pod nazwą Sydney Hakoah) przez przedstawicieli społeczności żydowskiej w Sydney. Sydney City był jednym z zespołów, który zabiegał o utworzenie krajowej ligi (NSL, obecnie A-League). W latach 1977– 1987 klub uczestniczył w rozgrywkach NSL. I w ciągu jednej dekady spędzonej w NSL Sydney City, aż czterokrotnie sięgało po tytuł mistrza kraju. Jest jedyną drużyna w historii NSL, której udało się wywalczyć tytlu mistrza kraju trzy razy podrząd. Obecnie występuje w NSW Conference League South.

## Osiągnięcia

### Rozgrywki krajowe
- Mistrz NSL: 1977, 1980, 1981, 1982.
- NSL Minor Premiers: 1984, 1985.
- Australia Cup: 1965, 1968.
- Puchar Zdobywców NSL: 1986.

### Rozgrywki stanowe
- New South Wales Premiers: 1968, 1970, 1971, 1973, 1974.
- Mistrz New South Wales Federation: 1961, 1962, 1966, 1968.
- Puchar Zdobywców New South Wales Federation : 1959, 1961, 1963, 1965, 1971.
- Puchar Zdobywców Ampol: 1957, 1968, 1973.